# Grapsoidea
Super-famille
Les Grapsoidea sont une super-famille de crabes. 
Elle comprend près de 500 espèces actuelles dans sept familles. Une partie sont des crabes terrestres, même s'ils ont besoin de la proximité de l'eau de mer pour certains de leurs besoins physiologiques. 

## Liste des familles
Selon World Register of Marine Species (16 décembre 2014) :
- famille Gecarcinidae MacLeay, 1838
- famille Glyptograpsidae Schubart, Cuesta & Felder, 2002
- famille Grapsidae MacLeay, 1838
- famille Percnidae Števcic, 2005
- famille Plagusiidae Dana, 1851
- famille Sesarmidae Dana, 1851
- famille Varunidae H. Milne Edwards, 1853
- famille Xenograpsidae Ng, Davie, Schubart & Ng, 2007

Et trois genres fossiles aux affinités indéterminées :
- - †Daragrapsus Müller & Collins, 1991
  - †Daranyia Lőrenthey, 1901
  - †Pseudodaranyia Tessier, Beschin, Busulini & De Angeli, 1999

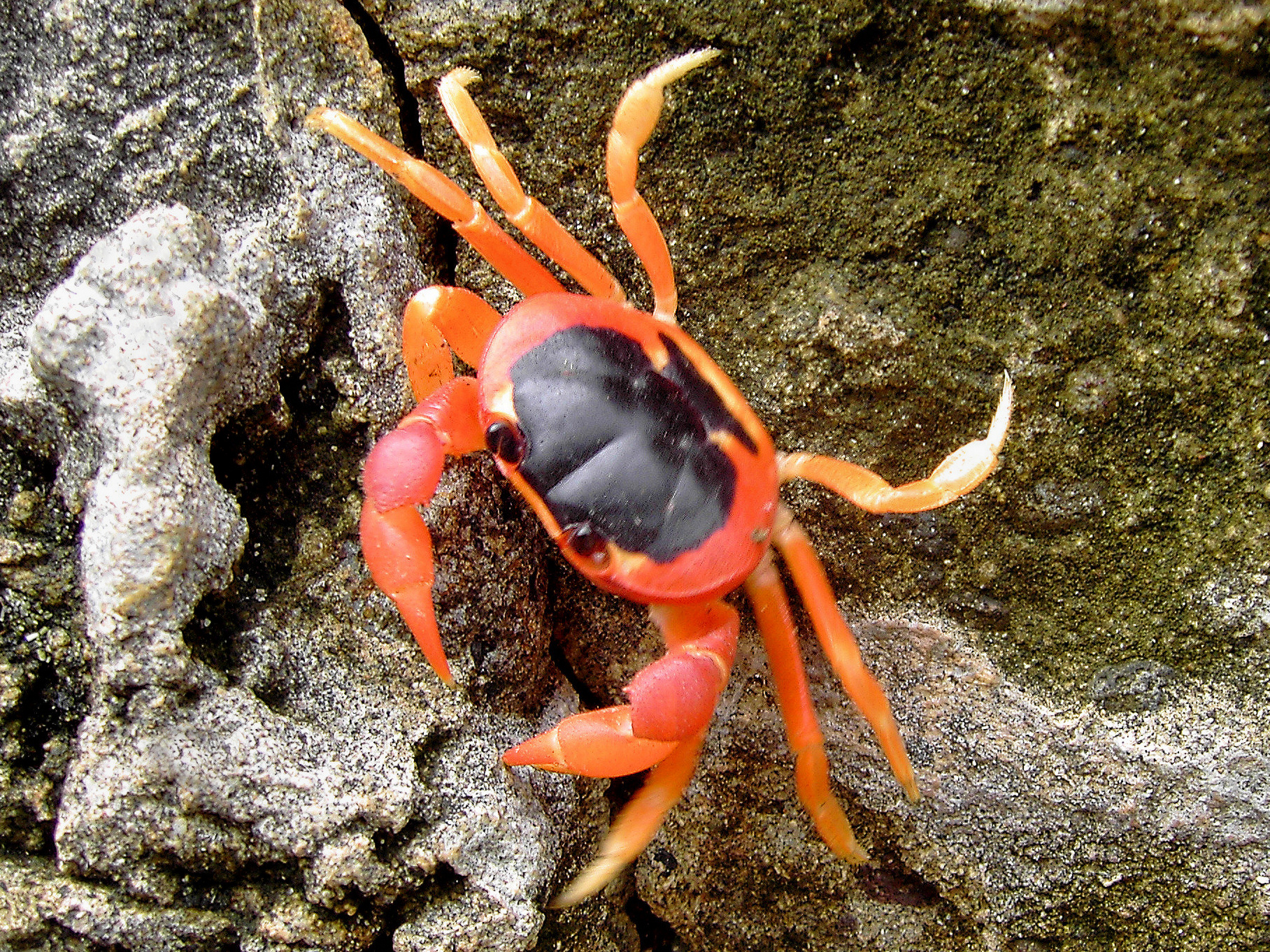
Gecarcinus lateralis (Gecarcinidae)
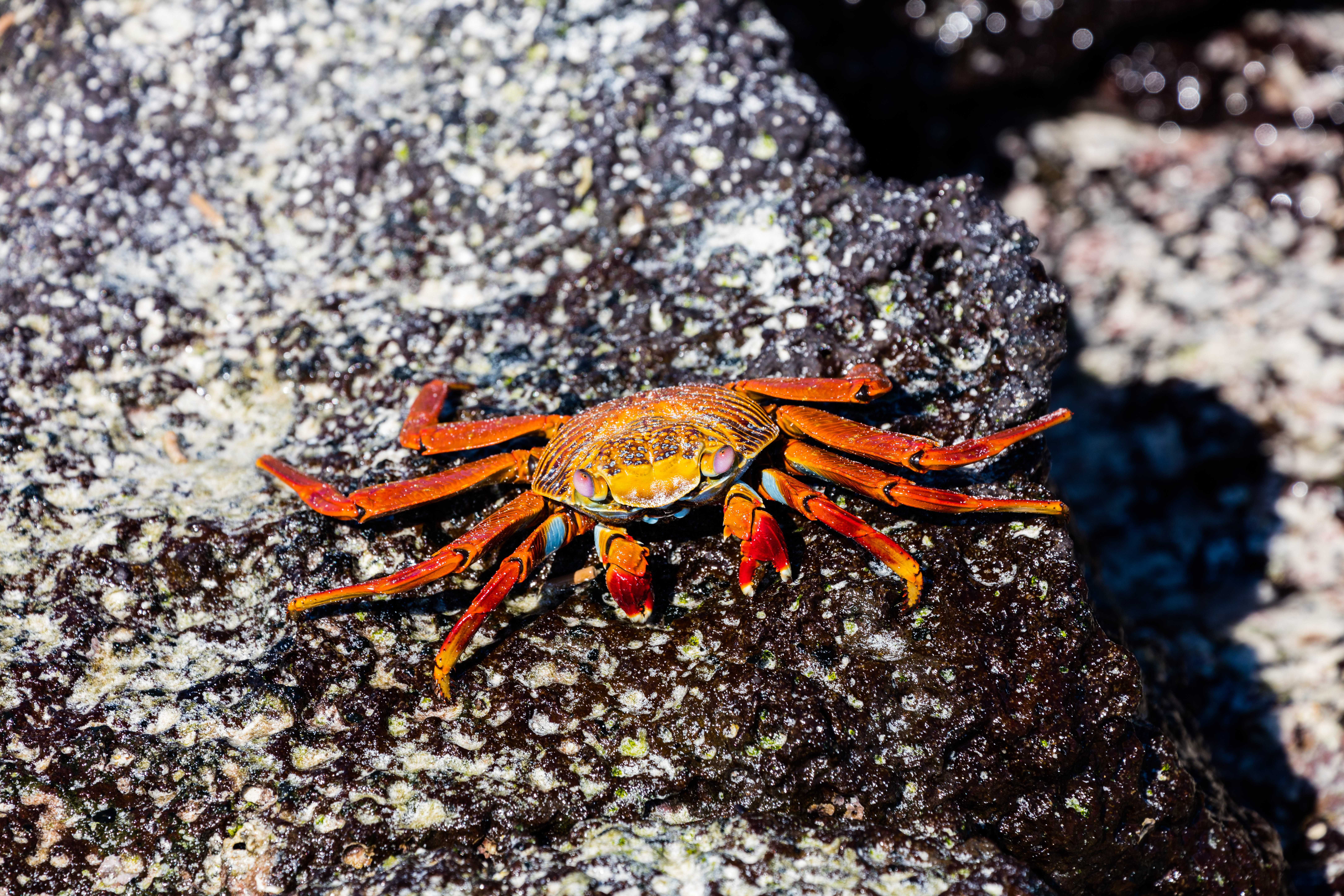
Grapsus grapsus (Grapsidae)
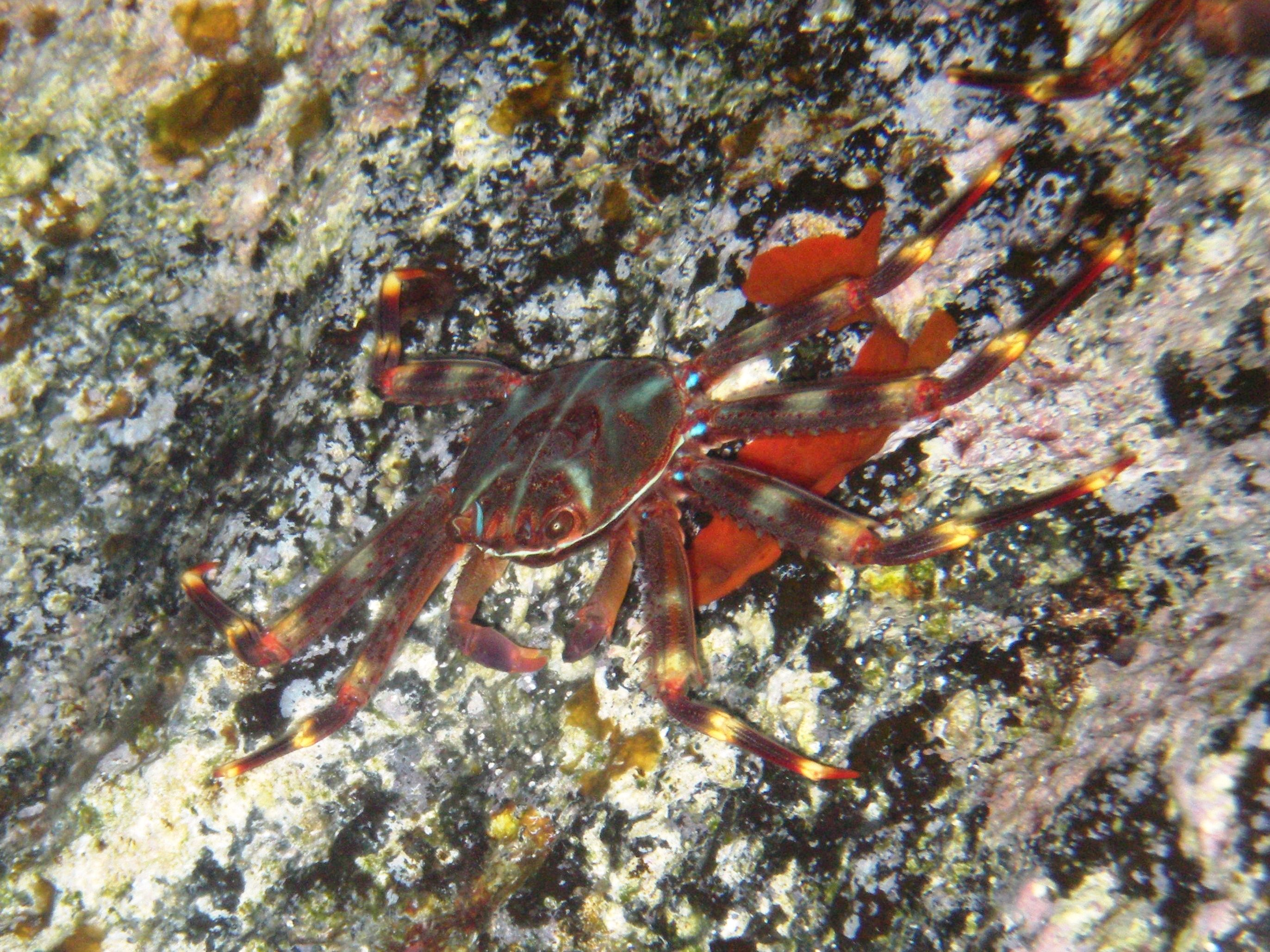
Percnon gibbesi (Percnidae)
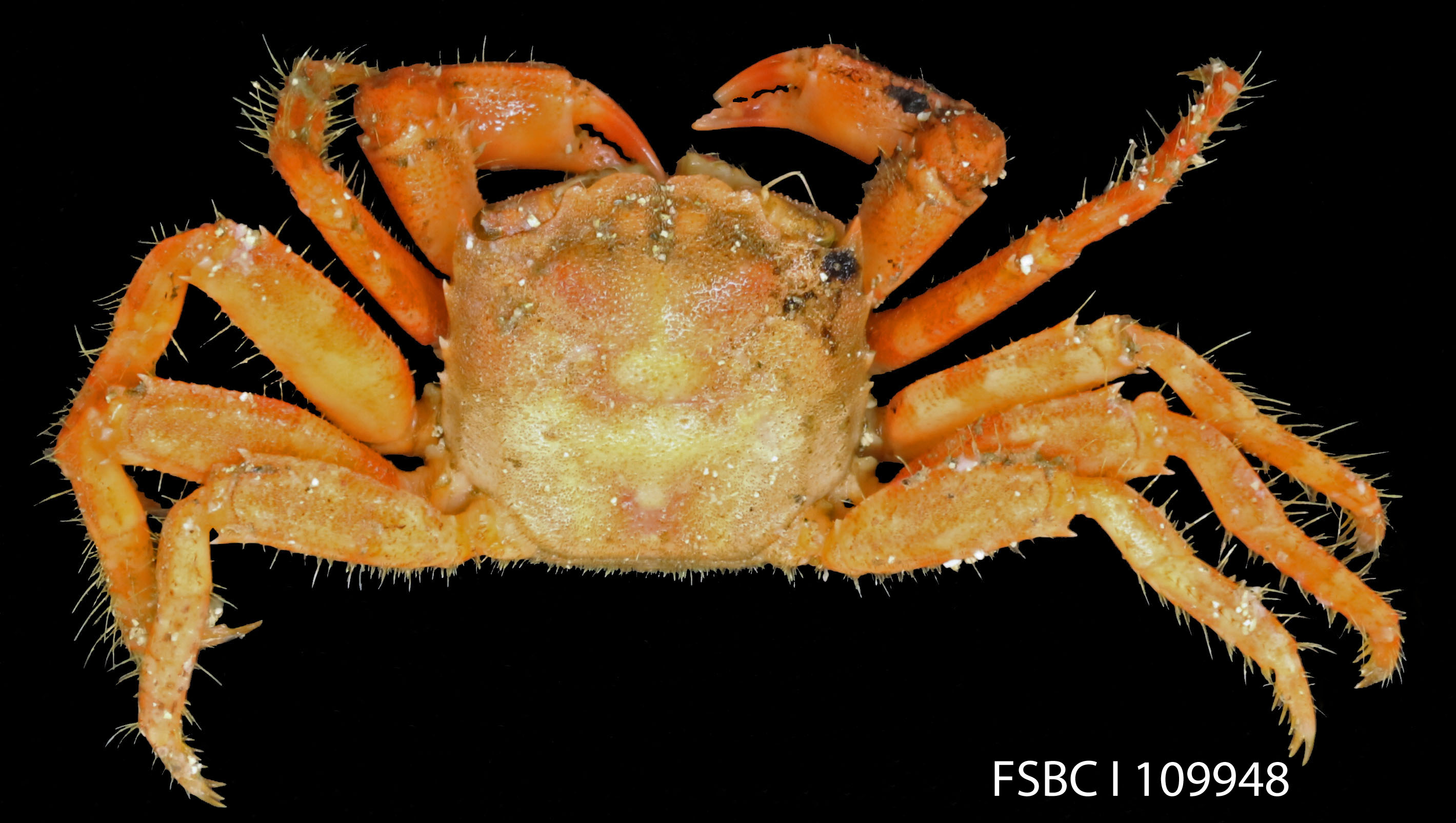
Euchirograpsus americanus (Plagusiidae)
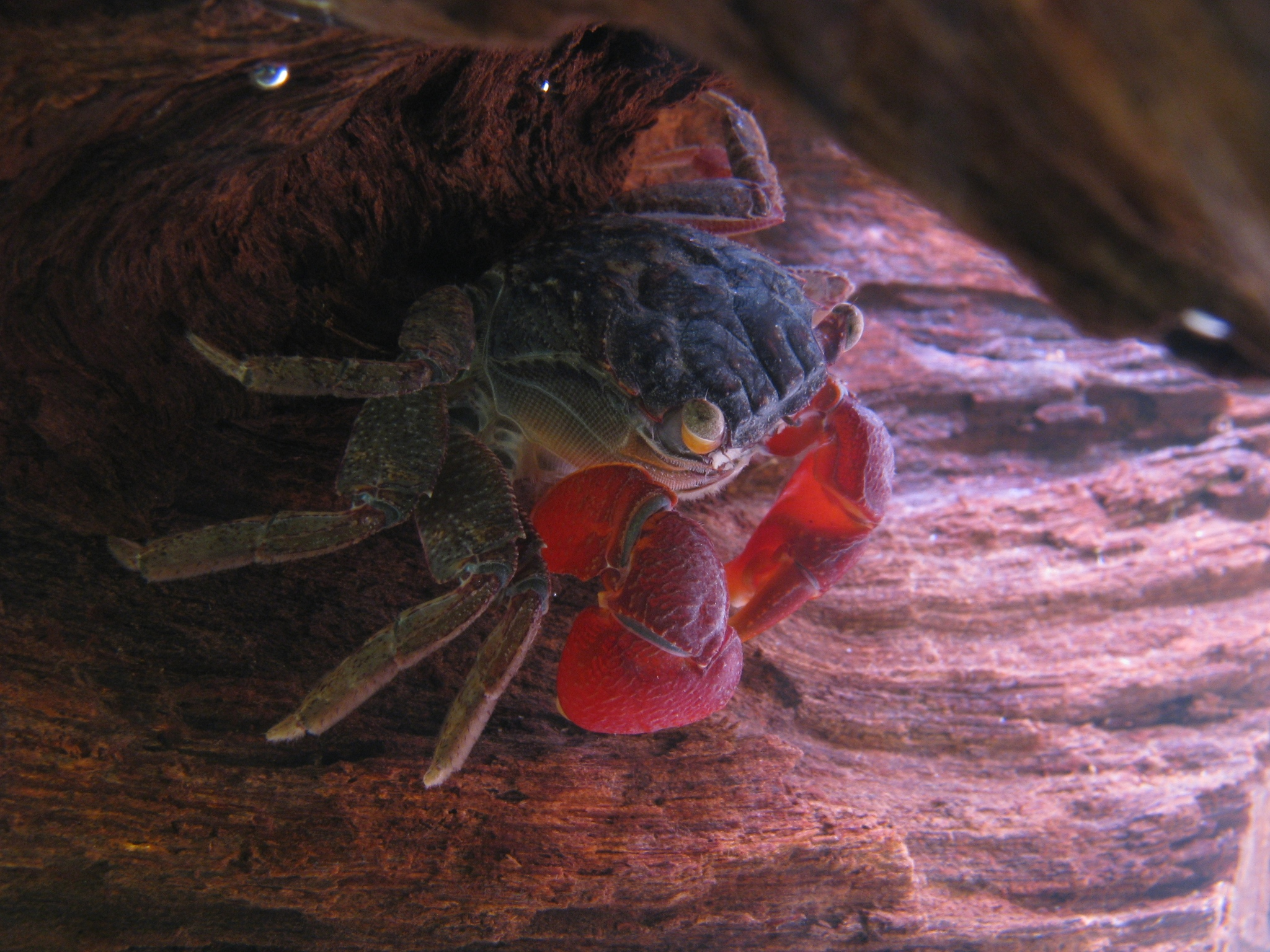
Perisesarma bidens (Sesarmidae)
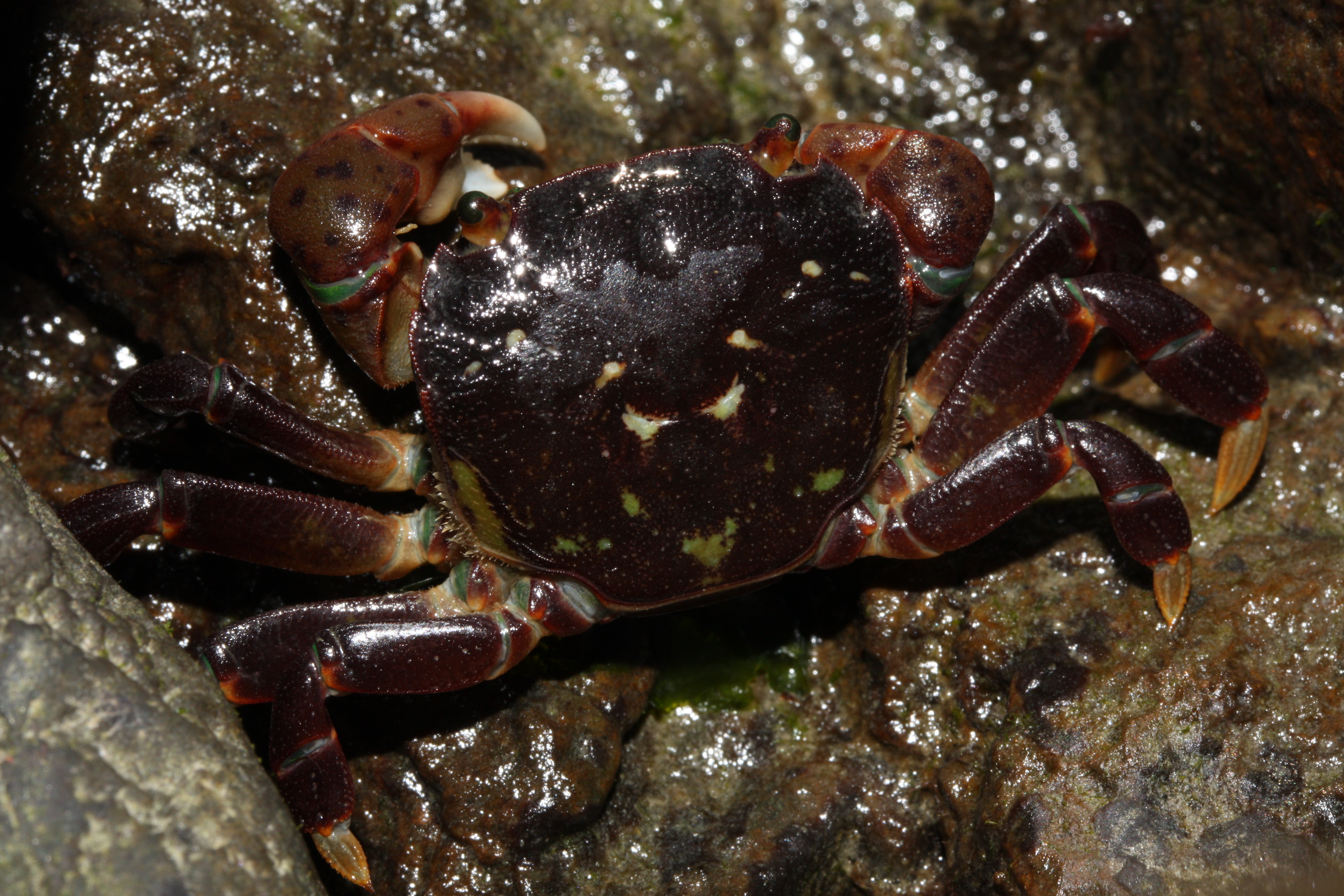
Hemigrapsus nudus (Varunidae)
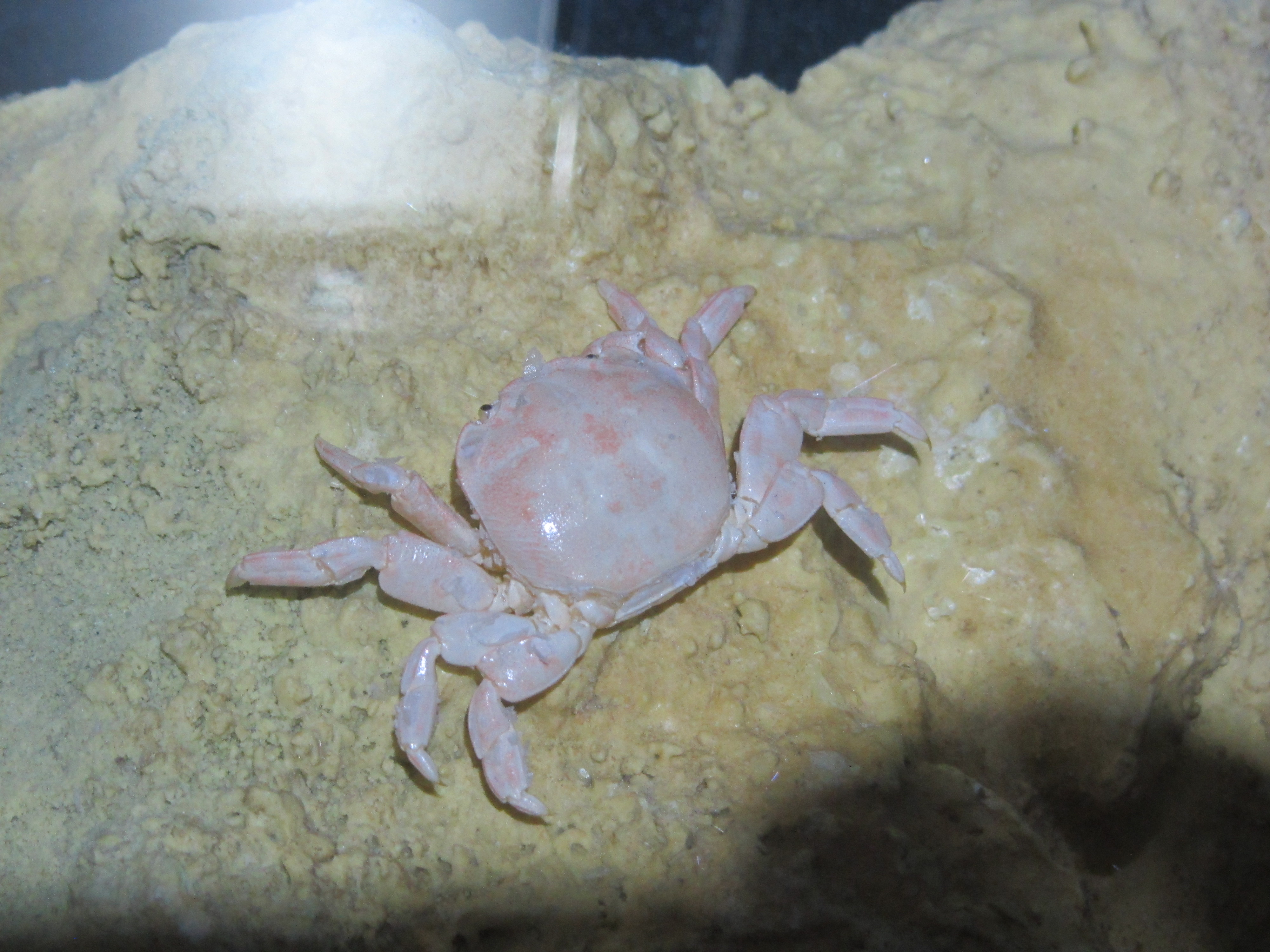
Xenograpsus testudinatus (Xenograpsidae)